# Campagna di Eraclio del 622
La campagna di Eraclio del 622, erroneamente nota anche come la Battaglia di Isso, fu una importante campagna militare avvenuta nel 622 tra l'Impero bizantino e l'Impero sasanide di Persia nel contesto più ampio delle secolari guerre romano-persiane e, in particolare, della controffensiva bizantina contro i persiani che avevano invaso decenni prima l'impero occupando Gerusalemme (614), l'Egitto (616) e arrivando a spingersi fino alle porte di Costantinopoli.
La battaglia vide le forze di Cosroe II di Persia subire una schiacciante sconfitta ad opera delle truppe di Eraclio I.

## Contesto storico
Nel 603 i Persiani avevano invaso l'Impero romano d'Oriente con il pretesto di vendicare la morte dell'ex imperatore Maurizio, amico del re persiano, che era stato assassinato da Foca, l'attuale imperatore bizantino. Invasi i confini dell'Impero i Persiani conquistarono indisturbati negli anni di regno di Foca l'Armenia e la Mesopotamia. La tirannia di Foca aveva creato dissensi nella capitale e Prisco, suo genero, lo tradì chiedendo all'esarca d'Africa Eraclio il Vecchio e a suo figlio Eraclio di rivoltarsi a Foca e deporlo (608). Eraclio il giovane allestì una flotta e con essa giunse alla capitale e depose Foca.
Nel frattempo i Persiani invasero la Siria (611). Eraclio cercò di fermarli ma venne da essi sconfitto in battaglia (613) e tornò a Costantinopoli. Negli anni successivi i Persiani dilagarono: dopo aver sottomesso la Siria, occuparono la Palestina e soprattutto Gerusalemme (614); successivamente, nel 616 o nel 619 (le fonti divergono) i Persiani invasero l'Egitto e in breve tempo lo occuparono.
Nel 621 quasi tutto l'Impero bizantino era occupato dai Persiani: ai Bizantini rimanevano solo la Grecia, l'Anatolia e i lontani esarcati d'Italia e di Africa. Per Eraclio la situazione sembrava disperata; Cosroe rifiutava ogni proposta di pace e come se non bastasse i Balcani vennero devastati dagli Avari; inoltre, dopo la perdita dell'Egitto, Costantinopoli venne colpita da carestie e pestilenze.

## Preparativi
All'inizio del 622 Eraclio iniziò a riorganizzare drasticamente l’impero in vista della spedizione contro la Persia. Eraclio dovette affrontare un grave crollo del gettito fiscale a causa della perdita di diverse province a cui si aggiunse una pestilenza scoppiata nel 619 che peggiorò ulteriormente la situazione finanziaria dello stato. Sembra che la diminuzione di peso delle monete permise ai Bizantini di sostenere le spese nonostante il crollo del gettito fiscale. Eraclio procedette a dimezzare la paga degli ufficiali, ad aumentare le tasse e forzare prestiti al fine di ottenere il denaro necessario per finanziare la sua controffensiva. Il clero bizantino, nonostante condannasse il matrimonio incestuoso di Eraclio con sua nipote Martina, riteneva che fosse il compito di ogni cristiano combattere contro i Persiani, per cui accettò di finanziare l'impresa permettendogli di requisire tutti i piatti d'oro e d'argento appartenenti alla Chiesa nella Capitale. Tanta era la necessità di ottenere fondi per la spedizione che i monumenti furono spogliati di bronzo e di altri metalli preziosi, e nemmeno Hagia Sophia scampò a questa sorte. Grazie alla riorganizzazione attuata da Eraclio, l'esercito bizantino era stato rinforzato da nuove leve, riequipaggiato, e messo alla guida di un competente generale - Eraclio stesso - mentre le casse dello stato furono rimpinguate.

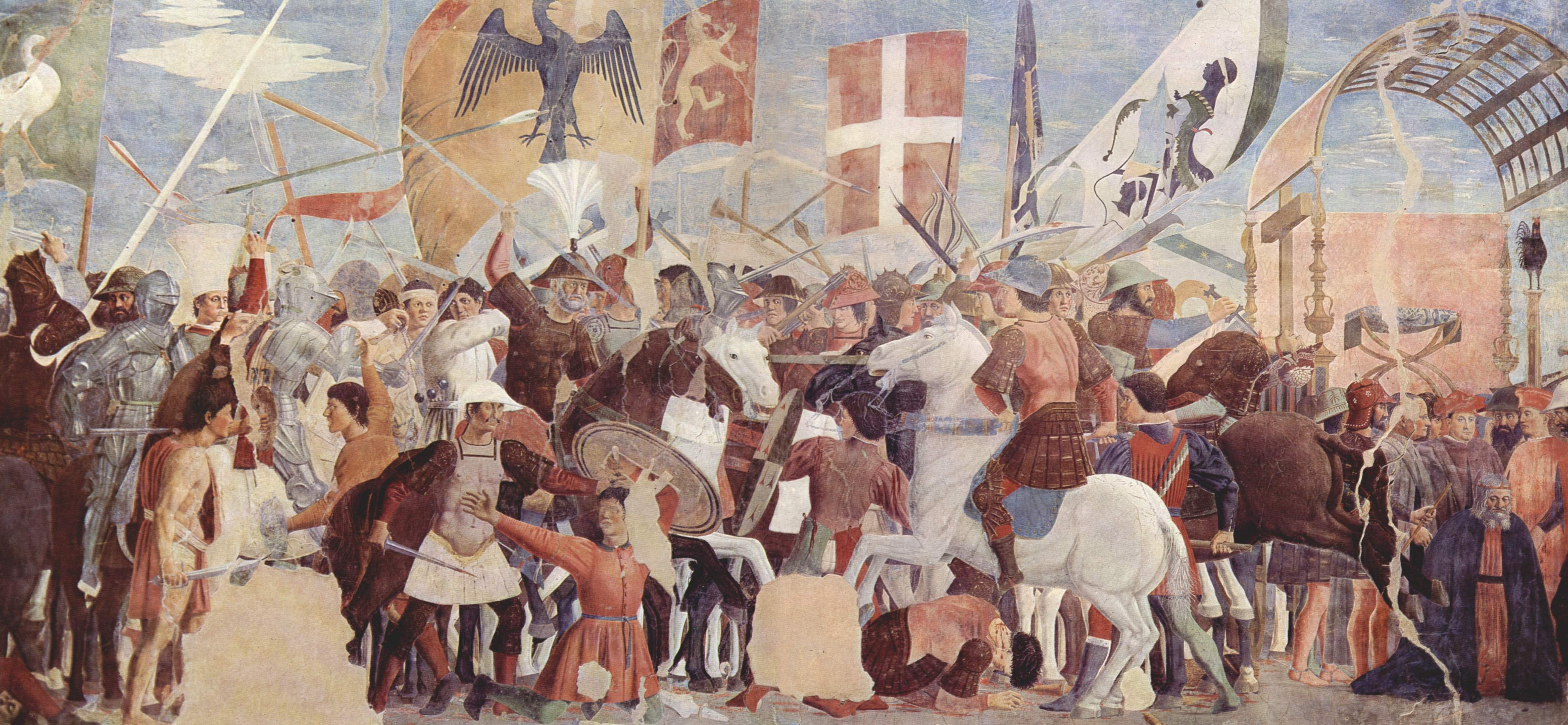
Battaglia tra l'esercito di Eraclio e i Persiani di Cosroe II. Dipinto di Piero della Francesca.

Nel 622, Eraclio, terminati i preparativi, lasciò Costantinopoli il giorno dopo pasqua, che in quell’anno cadeva il 4 aprile, per assumere il comando delle operazioni militari in Asia Minore contro i Persiani. Affidò al figlio, Eraclio Costantino, il governo della capitale sotto la tutela, vista la minore età, del Patriarca Sergio e del patrizio Bono. La sua prima mossa fu di salpare da Costantinopoli per sbarcare con l’esercito a Pylae, in Bitinia. Secondo il racconto encomiastico del panegirista di corte Giorgio di Pisidia (una delle fonti di Teofane Confessore), nel corso dell’estate addestrò il suo esercito nelle arti della guerra, cercando di migliorarne le capacità combattive, e li motivò a combattere il nemico con arringhe in cui asseriva che gli “infedeli” persiani dovevano pagare per aver profanato gli altari sacri di Gerusalemme. Eraclio divise inoltre il suo esercito in due e ordinò alle due parti di combattersi tra di loro senza spargimento di sangue; in questo modo li preparava alla battaglia ventura contro i Sasanidi. Giurò loro che avrebbe combattuto con loro fino alla morte.
L'esercito di Eraclio venne chiamato Philochristos, cioè l'Eletto di Cristo. L'Imperatore, inoltre, aveva portato con sé una icona della Vergine Maria, nella speranza che la Provvidenza Divina lo avrebbe assistito nella lotta contro gli invasori Persiani. Anche per questo, gli storici hanno spesso paragonato questa campagna militare ad una crociata: questa tradizione storiografica è cominciata con Guglielmo di Tiro, ma non tutti concordano con essa: per Kaegi, per esempio, la religione non era l’unica componente della guerra, ma una delle tante. In effetti, se è vero che la tensione religiosa fu altissima, è altrettanto vero che l'Impero Romano d'Oriente lottava per la sua stessa sopravvivenza, nella convinzione che Iddio avrebbe battuto i barbari grazie al suo rappresentante terreno.

## Battaglia
Nel frattempo Cosroe aveva affidato il comando del suo esercito a Shahrvaraz. In autunno, Eraclio si mosse, minacciando le comunicazioni persiane tra l’Anatolia e la valle dell’Eufrate marciando in Cappadocia e costringendo Sharvaraz a ritirare le sue truppe dalla Bitinia e Galazia per bloccare a Eraclio l’accesso alla Persia.
Il generale persiano progettava di attaccare i Bizantini in una notte senza luna piena approfittando del buio ma quella notte la luna fu piena e non poté attuare il suo piano. Allora scese dalle montagne dove si trovava e fece attacchi a piccola scala che però non ebbero effetto.
Allora Shahrvaraz divise i suoi uomini in tre parti, una delle quali venne nascosta in una piccola valle nell'attesa di tendere un'imboscata ai Bizantini; ma Eraclio venne informato da suoi informatori del piano di Shahrvaraz e mandò avanti un esiguo reparto. I Bizantini dapprima finsero di lanciarsi in battaglia, quindi si diedero ad una falsa fuga, simulando il panico. I soldati nemici, che intendevano tendere loro un'imboscata, balzarono allora fuori dal nascondiglio e li inseguirono ma si trovarono di fronte gli uomini migliori di Eraclio. I Sasanidi, travolti da quell'imprevisto ed improvviso attacco, si diedero alla fuga e vennero massacrati. I Persiani vennero così inaspettatamente sconfitti e Shahrvaraz non ebbe altra scelta che quella di ritirarsi dal Ponto (febbraio 623).

## Conseguenze

### Reazioni immediate
Eraclio avrebbe voluto continuare la campagna; ma venne costretto a ritornare a Costantinopoli per affrontare gli Avari, che avevano appena invaso la Tracia. Venne accolto in trionfo dalla popolazione (marzo 623). L'Augusto fece un ulteriore tentativo di firmare una tregua con la Persia, ma Cosroe rifiutò di nuovo l'offerta mandando al basileus una lettera piena di insulti in cui lo considerava uno «stupido ed inutile servo» e lo invitava a cedergli il trono in questi termini: «Io ti darò campi, vigne ed uliveti di cui viver... Quel Cristo che non poté salvare sé stesso dagli ebrei, ma che essi uccisero..., come potrà salvare te dalle mie mani?». Eraclio restò nella capitale bizantina fino alla Pasqua dell'anno successivo, riuscendo a convincere, con qualche difficoltà, gli Avari a firmare un nuovo trattato di pace con i Bizantini.

### Impatto nella storia
La battaglia segnò la svolta della guerra romano-persiana del 602-628; finora i Persiani avevano avuto la meglio ma da ora in poi i Bizantini riuscirono a capovolgere l'esito del conflitto conducendo vittoriose campagne in territorio nemico; Eraclio nelle campagne del 624-626 saccheggiò l'Armenia, l'Atropatene e l'Albania caucasica, distruggendo i luoghi di culto dello Zoroastrismo e sconfiggendo tre forti eserciti persiani. Nel 626 i Persiani assediarono Costantinopoli insieme agli Avari ma fallirono e furono costretti al ritiro. Eraclio allora, dopo aver stretto un'alleanza con i Cazari, saccheggiò l'Assiria sconfiggendo i Persiani a Ninive (627) e arrivando fino a poche miglia da Ctesifonte, la capitale nemica. A questo punto il re persiano implorò la pace e restituì tutti i territori strappati all'impero nel corso del conflitto.
Tuttavia le riconquiste di Eraclio furono vanificate pochi anni dopo dagli Arabi.

## Sito della battaglia
Per lungo tempo gli storici moderni collocarono la campagna militare di Eraclio del 622 in Cilicia. Il primo ad avanzare tale tesi fu l'abate e bibliotecario fiorentino del XVIII secolo Giuseppe Maria Querci, curatore di un'edizione critica delle opere di Giorgio di Pisidia, il quale interpretò erroneamente il termine greco Πυλαί, presente nelle fonti primarie, come riferito alle Porte della Cilicia. Sulla base di questa interpretazione erronea, il celebre storico Edward Gibbon collocò la campagna del 622 in Cilicia sostenendo che Eraclio avrebbe posto il proprio accampamento a Isso in Cilicia, nello stesso luogo dove Alessandro Magno aveva vinto i Persiani. Altre opere datate collocarono espressamente la battaglia a Isso. Successivamente Gottlieb Lukas Friedrich Tafel, curatore di un'edizione critica della Cronaca di Teofane Confessore, dimostrò l'erroneità di tale tesi identificando Πυλαί con Pylae, località situata nella baia di Nicomedia. Accogliendo la tesi di Tafel, le opere storiografiche più recenti e autorevoli ritengono che la spedizione di Eraclio del 622 non avesse riguardato la Cilicia. Già John Bagnell Bury, nella sua edizione dell'opera di Gibbon, afferma in nota:
(John Bagnell Bury in (a cura di J.B. Bury) Edward Gibbon, The history of the Decline and fall of the Roman Empire, capitolo 46.)
Secondo gli studiosi moderni, come Walter Kaegi, la battaglia si sarebbe svolta nei pressi del monte Ophlimos nel Ponto.